# C-14 (Spanje)
De C-14 of Autovía Reus - Alcover is een autovía in Catalonië. De snelweg verbindt de T-1 in Reus met Alcover over een afstand van 15 kilometer. De snelweg werd aangelegd in 2003 en 2008.